# طابع ضريبة الحرب
طابع ضريبة الحرب هو نوع من طوابع البريد يُضاف إلى المظروف بالإضافة إلى طابع البريد العادي. وهو مشابه لطابع الضريبة البريدية، لكن الإيرادات تُستخدم لتغطية تكاليف الحرب؛ وكما هو الحال مع الضرائب البريدية الأخرى، فإن استخدامه إلزامي لفترة زمنية معينة.

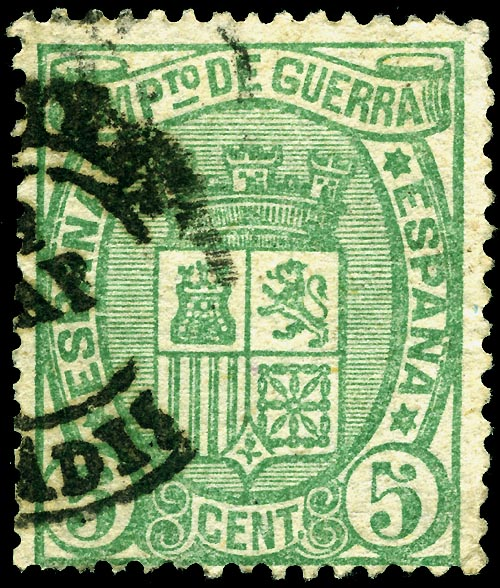
طابع ضريبة حرب إسباني بقيمة 5 سنتيمو من إسبانيا، صادر عام 1875.

## الإصدارات الإسبانية المبكرة

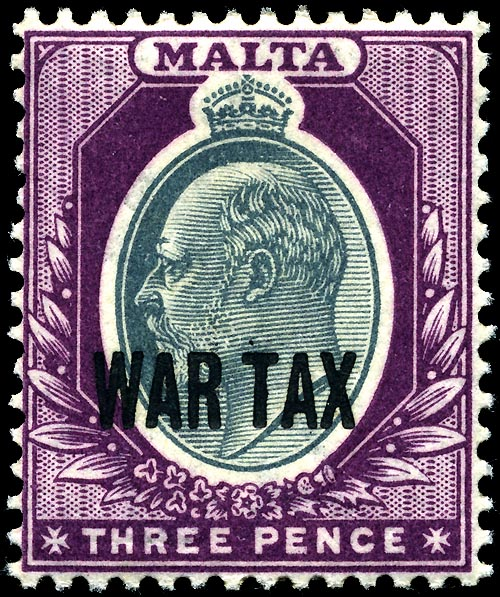
طبعة فوقية لطابع ضريبة الحرب المالطية لعام 1918.

أُنتجت أول طوابع ضرائب الحرب في عام 1874 في إسبانيا، أثناء الحرب الكارستية الثالثة. حيث فرض مرسوم صادر في 2 أكتوبر 1873 ضريبة حرب على الرسائل والوثائق المختومة. أُصدرت الطوابع في 1 يناير 1874، في فئتين، 5 سنتيمو و10 سنتيمو، وصُوِّر عليها شعار النبالة الإسباني إلى جانب نقش "Impuesto de Guerra" أو "Impto de Guerra". كانت قيمة ال5 سنتيمو ال5 سنتيمو مخصصة للاستخدام على الرسائل، وقيمة ال10 سنتيمو للاستخدام على المستندات المختومة. صدرت مجموعة مماثلة بألوان مختلفة في 1 يناير 1875. في 1 يونيو 1876، بعد انتهاء الحرب الكارستية الثالثة، صدرت مجموعة أخرى من خمسة عملات أخرى تصور الملك ألفونسو الثاني عشر. كان الهدف منها المساعدة في سداد ديون الحرب، وكانت هذه المجموعة تحمل فئات 5 و10 و25 سنتيمو وبيزيتا واحدة و5 بيزيتا. في 1 سبتمبر 1877، أُضيفت فئات إضافية من فئة 15 و50 سنتيمو إلى هذه المجموعة. أُعد إصدار جديد يحمل أيضاً صورة الملك ألفونسو وطُبع للاستخدام في عام 1879. لم يستعمل هذا الإصدار، وهو عبارة عن مجموعة من سبعة إصدارات بفئات 5 و10 و15 و25 و50 سنتيمو و1 و5 بيزيتا، حيث صدر مرسوم في 4 فبراير 1879 بإلغاء ضريبة الحرب.
أصدرت إسبانيا أيضاً طوابع ضرائب حرب في عامي 1897 و1898، أثناء حرب الاستقلال الكوبية والحرب الإسبانية الأمريكية. احتوت المجموعة الأولى، التي صدرت عام 1897، على أربعة طوابع تحمل الأرقام 5 و10 و15 و20، مما يعكس فئتها بالسنتيمو. لم تُطبق ضريبة الحرب في البداية على الرسائل، ولكن يبدو أنها امتدت إليها قبل نهاية عام 1897. ومرة أخرى، استُخدمت قيمة 5 سنتيمو على الرسائل. وكالإصدارات السابقة، نُقش عليها "Impto de Guerra"؛ بالإضافة إلى ذلك، نُقش عليها "1897-1898". بالنسبة للمجموعة الثانية، التي صدرت في عام 1898، تم تغيير النقش إلى "1898-99". ثم صدر طابع واحد في عام 1898، بقيمة 5 سنتيمو يحمل صورة الملك ألفونسو الثالث عشر.

## الحرب العالمية الأولى

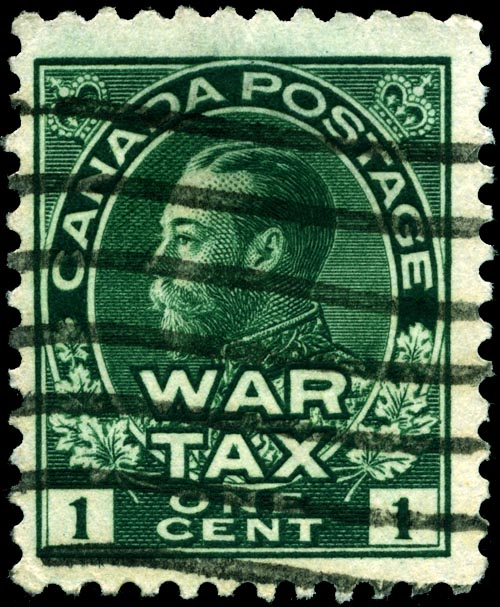
أُصدرت طوابع ضريبة الحرب الكندية عن طريق تعديل القوالب.

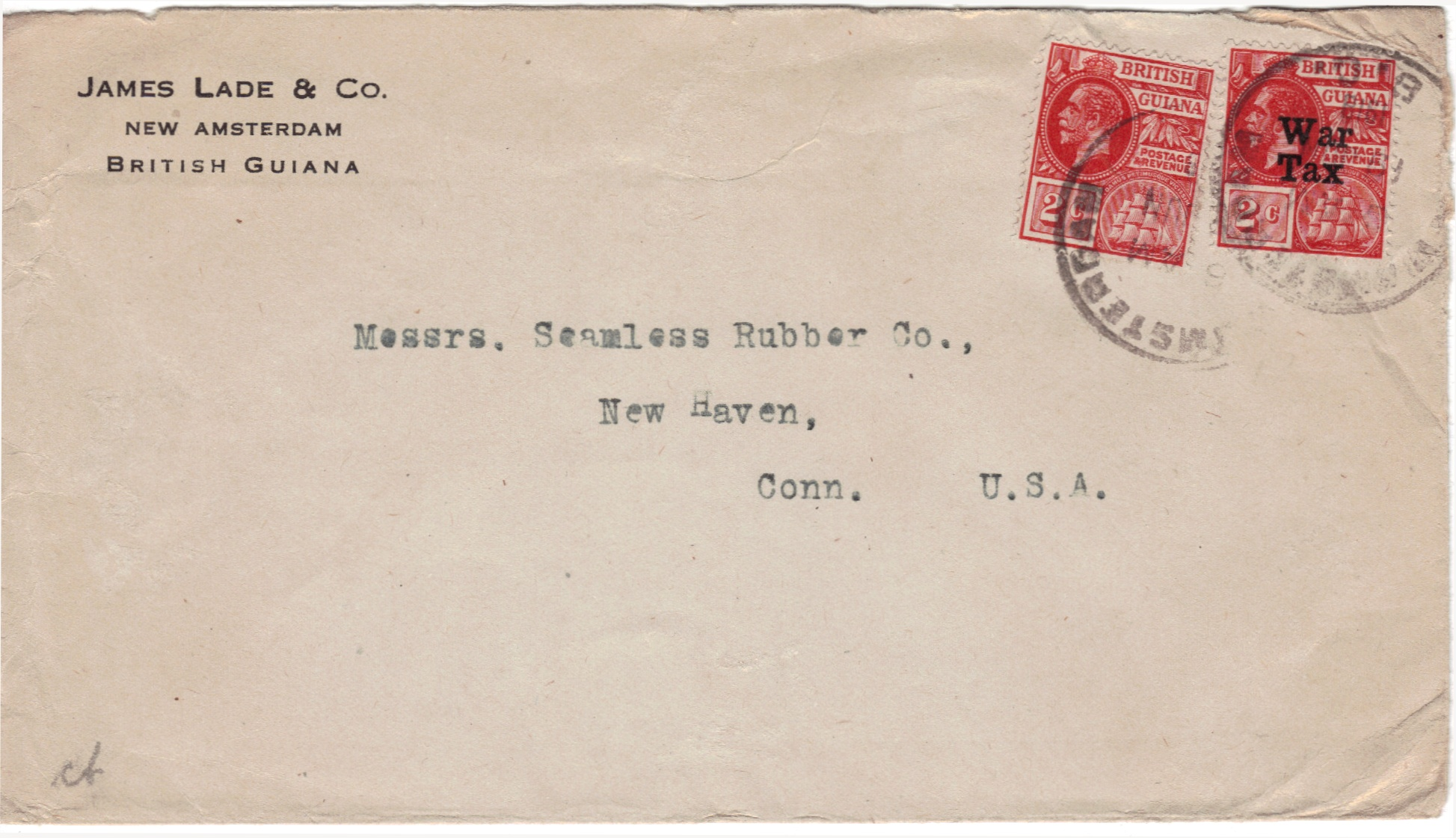
طابع ضريبة الحرب في غيانا البريطانية على الظرف البريدي.

أُنتجت أغلب طوابع ضريبة الحرب أثناء الحرب العالمية الأولى وبعدها مباشرةً، وذلك داخل الإمبراطورية البريطانية ومناطقها في المقام الأول. في معظم الحالات، طبعت بطباعة نفس الإصدارات العادية فوق عبارة "ضريبة الحرب" أو "ختم الحرب"، على الرغم من استخدام كلمة "الحرب" المطبوعة فوق كلمة "الحرب" في بعض الأحيان (كما في إصدارات هندوراس البريطانية). في حين أن الهدف منها كان دفع ضريبة الحرب فقط، إلا أنها كانت تُستخدم في كثير من الأحيان لدفع رسوم البريد والتسجيل. أنتجت المستعمرات والمقاطعات البريطانية التالية طوابع ضريبة الحرب: أنتيغوا، وجزر البهاما، وبربادوس، وبربادوس، وبرمودا، وبرمودا، وغيانا البريطانية، وهندوراس البريطانية، وكندا، وجزر كايمان، وسيلان، ودومينيكا، وجزر فوكلاند، وفيجي، وجبل طارق، وجزر جيلبرت وإليس، وجزر غيلبرت وإليس، وجولد كوست، وغرينادا، وجامايكا، ومالطة، ومونتسيرات، ونيوزيلندا، وسانت هيلانة، وسانت كيتس ونيفيس، وسانت لوسيا، وسانت فنسنت، وترينيداد وتوباغو، وجزر تركس وكايكوس، وجزر فيرجن.
كانت كندا أول دولة تُصدر مثل هذه الطوابع خلال هذه الفترة، وذلك بعد إقرار قانون إيرادات الحرب الخاصة في فبراير 1915. أُصدرت أول طوابعها الخاصة بضريبة الحرب، التي أُنتجت بتعديل قوالب طوابع الملك جورج الخامس ليُكتب عليها "ضريبة الحرب"، في مارس 1915، بفئتي 1 و2 سنت. هناك أيضًا فئات من 4 و8 سنتات. ومن المعروف أن هناك ورقة بنكية واحدة من عقد العشرينيات في القرن العشرين تحتوي على طوابع ضرائب الحرب من فئتي 4 و8 سنتات من الطراز الأصلي. وقد عُدِّل التصميم مرة أخرى في عام 1916، حيث نُقش نقش "1T¢" على طوابع فئة 2 سنت. وقد أشار ذلك إلى أن الطوابع كانت تحمل قيمتها الاسمية والضريبة البالغة سنتاً واحداً، وهو ما يشبه من الناحية النظرية الطابع شبه البريدي، ولكن كان استخدامه مطلوباً وليس اختيارياً. حذت نيوزيلندا حذو كندا في سبتمبر من عام 1915، لتصبح ثاني دولة تصدر طوابع ضرائب حرب.
فرضت بريطانيا العظمى وأستراليا ضرائب حرب على البريد، لكنهما لم تُصدرا طوابع بريد لضريبة الحرب؛ وبدلاً من ذلك استخدمتا الطوابع العادية لدفع الرسوم. وفي الولايات المتحدة الأمريكية، التي فرضت أيضاً ضريبة حرب بعد دخولها الحرب في عام 1917، رُفع سعر خطاب الدرجة الأولى من 2 سنت إلى 3 سنتات؛ واستُخدم السنت المضاف لدفع الضريبة. وقد أُصدر طابع خاص يصور صورة رمزية للنصر وأعلام الحلفاء لدفع هذه الضريبة.
بعد أن دخلت البرتغال الحرب العالمية الأولى في مارس 1916، أصدرت العديد من مستعمراتها طوابع ضرائب حرب أيضاً. أُنتجت معظم هذه الطوابع بطباعة عبارة "TAXA DE GUERRA" فوق الطوابع الموجودة، على الرغم من أن موزمبيق أصدرت مجموعة من اثنين منها تصور شخصيات رمزية للتاريخ والجمهورية. أصدرت المستعمرات البرتغالية في ماكاو وموزمبيق وأفريقيا البرتغالية وغينيا البرتغالية والهند البرتغالية وتيمور طوابع ضريبة الحرب.

## قضايا ضرائب الحرب الأخرى

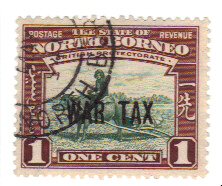
كتابة فوقية (War Tax) ضريبة حرب على طابع بريد عادي، بورنيو الشمالية، فبراير 1941.

على الرغم من أن العديد من الدول (مثل أستراليا) فرضت ضرائب على البريد خلال الحرب العالمية الثانية، إلا أن الطوابع العادية كانت تُستخدم لدفع تلك الضرائب. وكانت بورنيو الشمالية أحد الاستثناءات، حيث أصدرت طابعي ضريبة حرب في فبراير 1941. أُنتجت هذه الطوابع بطباعة عبارة "ضريبة الحرب" على قيمتي 1 و2 سنت من مجموعة طوابع عادية من عام 1939.
أصدرت البحرين طوابع ضريبة الحرب في عامي 1973 و1974، بفئة 5 فلس.

## وصلات خارجية
- Davis, John G.M. (2009) War Tax Stamps of the British Empire First World War - The West Indies. London: Royal Philatelic Society. (ردمك 9780900631559)